# Slaget vid Frankfurt an der Oder
Slaget vid Frankfurt an der Oder var en stormning av staden Frankfurt an der Oder under det trettioåriga kriget. Stormningen genomfördes den 13/15 april 1631 av svenska soldater mot en tysk-romersk garnison och slutade med en svensk seger.

## Bakgrund
Efter att Tysk-romerska styrkor under befäl av Johann Tserclaes Tilly stormat den svenskt besatta fästningen i Neubrandenburg förberedde Gustav II Adolf för att försvara de av honom styrda territorium i Pommern. När Tilly istället förde sina trupper tillbaka mot Neuruppin beslöt kungen att anfalla Franfurt an der Oder för att avleda fienden från Magdeburg. Han marscherade därför den 6 april från Schwedt och stod den 12 april framför staden.

## Slaget
Natten efter svenska arméns ankomst inleddes belägringsarbetet genom av grävning av gravar och dagen därefter stod även tre batterier framför staden. Det svenska artilleriets verkan under dagen resulterade i en bräsch. På eftermiddagen skickades soldater fram för att rensa utanverken och driva de fientliga soldaterna in i staden, men då detta genomförts avstannade inte anfallet, utan fortsatte mot fästningen. Stadsporten petarderades av soldater som bestigit murarna med stegar och därefter stormades staden. En stor del av garnisonen dödades eller tillfångatogs, och många drunknade i Oder då de försökte ta sig därifrån. Plundringen av Frankfurt fortgick i tre timmar.